# Ephedranthus pisocarpus
Ephedranthus pisocarpus är en kirimojaväxtart som beskrevs av Robert Elias Fries. Ephedranthus pisocarpus ingår i släktet Ephedranthus och familjen kirimojaväxter. Inga underarter finns listade i Catalogue of Life.